# Acalypha inaequilatera
Acalypha inaequilatera é uma espécie de flor do gênero Acalypha, pertencente à família Euphorbiaceae.